# Unicodeblock Altsogdisch
Der Unicodeblock Altsogdisch (Old Sogdian, U+10F00 bis U+10F2F) enthält die Schriftzeichen der altsogdischen Sprache, deren Schrift auf der aramäischen Schrift basiert.

## Liste
| Unicodenummer   | Zeichen (400 %) | Kategorie                               | Bidirektionale Klasse              | Offizielle Bezeichnung                            | Beschreibung                                                 |
| --------------- | --------------- | --------------------------------------- | ---------------------------------- | ------------------------------------------------- | ------------------------------------------------------------ |
| U+10F00 (69376) | 𐼀               | anderer Buchstabe, Silbe oder Ideogramm | rechts nach links (nicht-arabisch) | OLD SOGDIAN LETTER ALEPH                          | Altsogdischer Buchstabe Aleph                                |
| U+10F01 (69377) | 𐼁               | anderer Buchstabe, Silbe oder Ideogramm | rechts nach links (nicht-arabisch) | OLD SOGDIAN LETTER FINAL ALEPH                    | Altsogdischer Buchstabe finales Aleph                        |
| U+10F02 (69378) | 𐼂               | anderer Buchstabe, Silbe oder Ideogramm | rechts nach links (nicht-arabisch) | OLD SOGDIAN LETTER BETH                           | Altsogdischer Buchstabe Beth                                 |
| U+10F03 (69379) | 𐼃               | anderer Buchstabe, Silbe oder Ideogramm | rechts nach links (nicht-arabisch) | OLD SOGDIAN LETTER FINAL BETH                     | Altsogdischer Buchstabe finales Beth                         |
| U+10F04 (69380) | 𐼄               | anderer Buchstabe, Silbe oder Ideogramm | rechts nach links (nicht-arabisch) | OLD SOGDIAN LETTER GIMEL                          | Altsogdischer Buchstabe Gimel                                |
| U+10F05 (69381) | 𐼅               | anderer Buchstabe, Silbe oder Ideogramm | rechts nach links (nicht-arabisch) | OLD SOGDIAN LETTER HE                             | Altsogdischer Buchstabe He                                   |
| U+10F06 (69382) | 𐼆               | anderer Buchstabe, Silbe oder Ideogramm | rechts nach links (nicht-arabisch) | OLD SOGDIAN LETTER FINAL HE                       | Altsogdischer Buchstabe finales He                           |
| U+10F07 (69383) | 𐼇               | anderer Buchstabe, Silbe oder Ideogramm | rechts nach links (nicht-arabisch) | OLD SOGDIAN LETTER WAW                            | Altsogdischer Buchstabe Waw                                  |
| U+10F08 (69384) | 𐼈               | anderer Buchstabe, Silbe oder Ideogramm | rechts nach links (nicht-arabisch) | OLD SOGDIAN LETTER ZAYIN                          | Altsogdischer Buchstabe Zayin                                |
| U+10F09 (69385) | 𐼉               | anderer Buchstabe, Silbe oder Ideogramm | rechts nach links (nicht-arabisch) | OLD SOGDIAN LETTER HETH                           | Altsogdischer Buchstabe Heth                                 |
| U+10F0A (69386) | 𐼊               | anderer Buchstabe, Silbe oder Ideogramm | rechts nach links (nicht-arabisch) | OLD SOGDIAN LETTER YODH                           | Altsogdischer Buchstabe Yodh                                 |
| U+10F0B (69387) | 𐼋               | anderer Buchstabe, Silbe oder Ideogramm | rechts nach links (nicht-arabisch) | OLD SOGDIAN LETTER KAPH                           | Altsogdischer Buchstabe Kaph                                 |
| U+10F0C (69388) | 𐼌               | anderer Buchstabe, Silbe oder Ideogramm | rechts nach links (nicht-arabisch) | OLD SOGDIAN LETTER LAMEDH                         | Altsogdischer Buchstabe Lamedh                               |
| U+10F0D (69389) | 𐼍               | anderer Buchstabe, Silbe oder Ideogramm | rechts nach links (nicht-arabisch) | OLD SOGDIAN LETTER MEM                            | Altsogdischer Buchstabe Mem                                  |
| U+10F0E (69390) | 𐼎               | anderer Buchstabe, Silbe oder Ideogramm | rechts nach links (nicht-arabisch) | OLD SOGDIAN LETTER NUN                            | Altsogdischer Buchstabe Nun                                  |
| U+10F0F (69391) | 𐼏               | anderer Buchstabe, Silbe oder Ideogramm | rechts nach links (nicht-arabisch) | OLD SOGDIAN LETTER FINAL NUN                      | Altsogdischer Buchstabe finales Nun                          |
| U+10F10 (69392) | 𐼐               | anderer Buchstabe, Silbe oder Ideogramm | rechts nach links (nicht-arabisch) | OLD SOGDIAN LETTER FINAL NUN WITH VERTICAL TAIL   | Altsogdischer Buchstabe finales Nun mit vertikalem Schwanz   |
| U+10F11 (69393) | 𐼑               | anderer Buchstabe, Silbe oder Ideogramm | rechts nach links (nicht-arabisch) | OLD SOGDIAN LETTER SAMEKH                         | Altsogdischer Buchstabe Samekh                               |
| U+10F12 (69394) | 𐼒               | anderer Buchstabe, Silbe oder Ideogramm | rechts nach links (nicht-arabisch) | OLD SOGDIAN LETTER AYIN                           | Altsogdischer Buchstabe Ayin                                 |
| U+10F13 (69395) | 𐼓               | anderer Buchstabe, Silbe oder Ideogramm | rechts nach links (nicht-arabisch) | OLD SOGDIAN LETTER ALTERNATE AYIN                 | Altsogdischer Buchstabe alternatives Ayin                    |
| U+10F14 (69396) | 𐼔               | anderer Buchstabe, Silbe oder Ideogramm | rechts nach links (nicht-arabisch) | OLD SOGDIAN LETTER PE                             | Altsogdischer Buchstabe Pe                                   |
| U+10F15 (69397) | 𐼕               | anderer Buchstabe, Silbe oder Ideogramm | rechts nach links (nicht-arabisch) | OLD SOGDIAN LETTER SADHE                          | Altsogdischer Buchstabe Sadhe                                |
| U+10F16 (69398) | 𐼖               | anderer Buchstabe, Silbe oder Ideogramm | rechts nach links (nicht-arabisch) | OLD SOGDIAN LETTER FINAL SADHE                    | Altsogdischer Buchstabe finales Sadhe                        |
| U+10F17 (69399) | 𐼗               | anderer Buchstabe, Silbe oder Ideogramm | rechts nach links (nicht-arabisch) | OLD SOGDIAN LETTER FINAL SADHE WITH VERTICAL TAIL | Altsogdischer Buchstabe finales Sadhe mit vertikalem Schwanz |
| U+10F18 (69400) | 𐼘               | anderer Buchstabe, Silbe oder Ideogramm | rechts nach links (nicht-arabisch) | OLD SOGDIAN LETTER RESH-AYIN-DALETH               | Altsogdischer Buchstabe Resh-Ayin-Daleth                     |
| U+10F19 (69401) | 𐼙               | anderer Buchstabe, Silbe oder Ideogramm | rechts nach links (nicht-arabisch) | OLD SOGDIAN LETTER SHIN                           | Altsogdischer Buchstabe Shin                                 |
| U+10F1A (69402) | 𐼚               | anderer Buchstabe, Silbe oder Ideogramm | rechts nach links (nicht-arabisch) | OLD SOGDIAN LETTER TAW                            | Altsogdischer Buchstabe Taw                                  |
| U+10F1B (69403) | 𐼛               | anderer Buchstabe, Silbe oder Ideogramm | rechts nach links (nicht-arabisch) | OLD SOGDIAN LETTER FINAL TAW                      | Altsogdischer Buchstabe finales Taw                          |
| U+10F1C (69404) | 𐼜               | anderer Buchstabe, Silbe oder Ideogramm | rechts nach links (nicht-arabisch) | OLD SOGDIAN LETTER FINAL TAW WITH VERTICAL TAIL   | Altsogdischer Buchstabe finales Taw mit vertikalem Schwanz   |
| U+10F1D (69405) | 𐼝               | anderes Zahlzeichen                     | rechts nach links (nicht-arabisch) | OLD SOGDIAN NUMBER ONE                            | Altsogdisches Zahlzeichen Eins                               |
| U+10F1E (69406) | 𐼞               | anderes Zahlzeichen                     | rechts nach links (nicht-arabisch) | OLD SOGDIAN NUMBER TWO                            | Altsogdisches Zahlzeichen Zwei                               |
| U+10F1F (69407) | 𐼟               | anderes Zahlzeichen                     | rechts nach links (nicht-arabisch) | OLD SOGDIAN NUMBER THREE                          | Altsogdisches Zahlzeichen Drei                               |
| U+10F20 (69408) | 𐼠               | anderes Zahlzeichen                     | rechts nach links (nicht-arabisch) | OLD SOGDIAN NUMBER FOUR                           | Altsogdisches Zahlzeichen Vier                               |
| U+10F21 (69409) | 𐼡               | anderes Zahlzeichen                     | rechts nach links (nicht-arabisch) | OLD SOGDIAN NUMBER FIVE                           | Altsogdisches Zahlzeichen Fünf                               |
| U+10F22 (69410) | 𐼢               | anderes Zahlzeichen                     | rechts nach links (nicht-arabisch) | OLD SOGDIAN NUMBER TEN                            | Altsogdisches Zahlzeichen Zehn                               |
| U+10F23 (69411) | 𐼣               | anderes Zahlzeichen                     | rechts nach links (nicht-arabisch) | OLD SOGDIAN NUMBER TWENTY                         | Altsogdisches Zahlzeichen Zwanzig                            |
| U+10F24 (69412) | 𐼤               | anderes Zahlzeichen                     | rechts nach links (nicht-arabisch) | OLD SOGDIAN NUMBER THIRTY                         | Altsogdisches Zahlzeichen Dreißig                            |
| U+10F25 (69413) | 𐼥               | anderes Zahlzeichen                     | rechts nach links (nicht-arabisch) | OLD SOGDIAN NUMBER ONE HUNDRED                    | Altsogdisches Zahlzeichen Hundert                            |
| U+10F26 (69414) | 𐼦               | anderes Zahlzeichen                     | rechts nach links (nicht-arabisch) | OLD SOGDIAN FRACTION ONE HALF                     | Altsogdisches Zahlzeichen ein Halb                           |
| U+10F27 (69415) | 𐼧               | anderer Buchstabe, Silbe oder Ideogramm | rechts nach links (nicht-arabisch) | OLD SOGDIAN LIGATURE AYIN-DALETH                  | Altsogdische Ligatur Ayin-Daleth                             |